# Altenburg (castillo)
Altenburg es una residencia palaciega y castillo de colina medieval ubicado a las afueras de la ciudad bávara de Bamberg, en Alta Franconia (sur de Alemania). El elemento más destacado del castillo es su torre, que desde una altura de 400 m s. n. m ofrece una vista espectacular de la ciudad y de la circundante región francona. El castillo, en sus características y dimensiones actuales, fue erigido en el siglo xv.

## Historia
La primera mención escrita de Altenburg data de 1109, en un documento con el que el obispo Otón de Bamberg transfiere la propiedad del castillo a la colegiata de San Jacobo. Entre 1305 y 1553, el castillo fue la segunda residencia de los príncipes-obispos de Bamberg, incluido en este período el asedio durante la guerra de los campesinos (1524-1525), aunque no fue capturado ni sufrió daños importantes en esa ocasión.

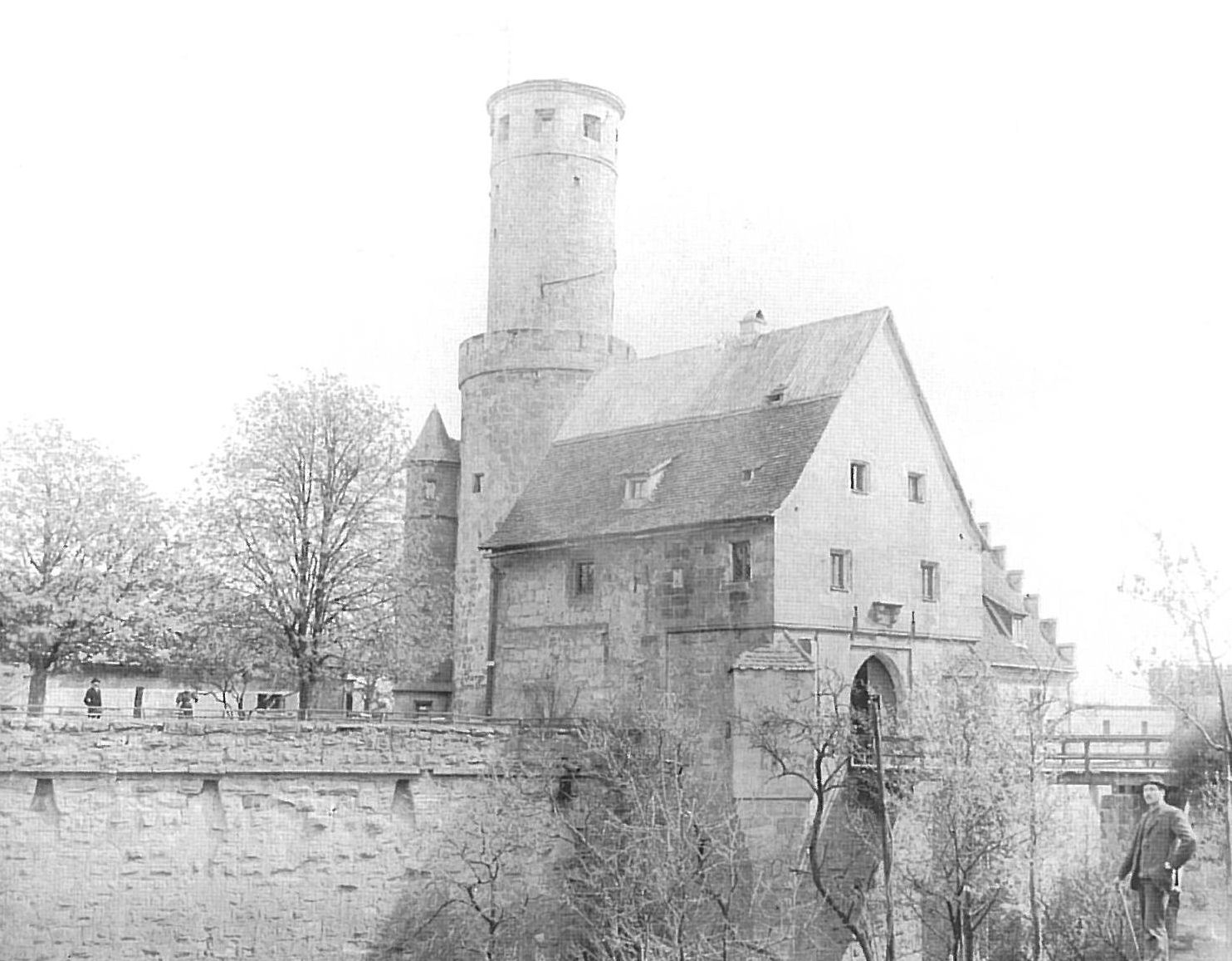
Altenburg en 1893

En la segunda guerra de los Margraves de 1553, los señores del castillo lo entregaron a Alberto Alcibíades «el Belicoso», príncipe de Bayreuth (margrave de Brandeburgo-Kulmbach), nada más acercarse las tropas margraviales a sus dominios, alarmados por los destrozos causados por los mismos a la fortaleza Lichtenau, que fue obligada a rendirse sin poder presentar batalla. Aunque aquello no evitó que Alcibíades, notorio por su estilo iracundo, mandara quemar gran parte de los edificios del complejo, prácticamente reduciéndolo a un conjunto de ruinas amuralladas, que luego se hundirían en un largo período de dejadez.

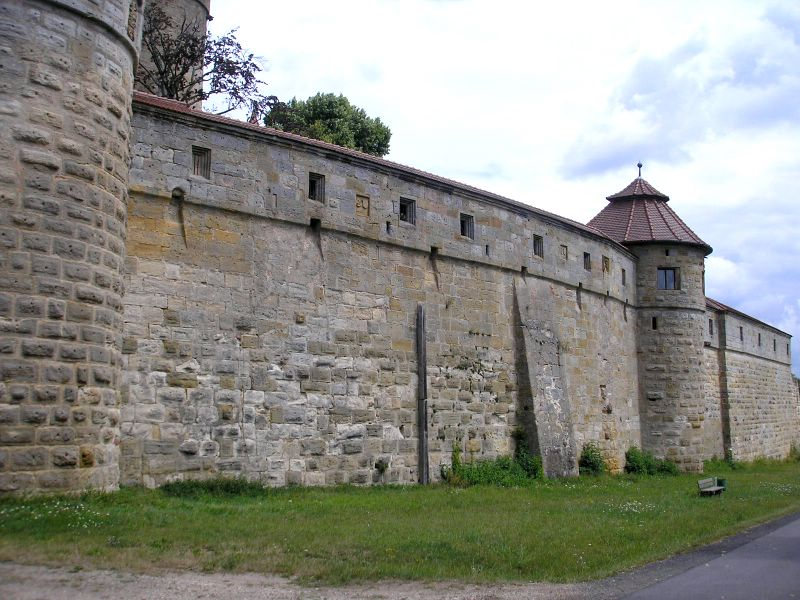
La muralla sur del castillo

Sin embargo, los daños más importantes a las fortificaciones (muralla y torres) a lo largo de los años se producirían por causas más naturales que humanas. Hacia finales del siglo xviii, un corrimiento de tierra causó daños al muro occidental, que no serían reparados hasta comienzos del siglo xxi, cuando el muro fue reconstruido en hormigón a la vista (concreto expuesto).
En 1801, poco antes de la absorción del obispado de Barmberg en el Electorado de Baviera, el castillo (con excepción de las murallas) fue vendido por la diócesis al médico bambergués Adalbert Friedrich Marcus, quien restauró gran parte de los edificios y convirtió en su residencia la casa del guarda, qua aún se conserva como tal a día de hoy. El escritor E. T. A. Hoffmann, amigo de Marcus, en su primera visita al castillo tras su restauración, se sintió tan cautivado por el paraje, que eligió a una de sus torres de muralla como lugar de descanso, donde pasaría largas temporadas entre 1808 y 1813.
Tras la muerte de Marcus, el conjunto del castillo cayó en la insolvencia, hasta que en 1818 el maestro de postas Anton von Grafenstein inaugurase la fundación Sociedad para la Conservación del Castillo Altenburg, la primera sociedad de conservación patrimonial de Baviera. A comienzos del siglo xx, el muro oriental del castillo corrió la misma suerte que el muro occidental un siglo antes, por lo que tuvo que ser demolido y reconstruido en su totalidad. La estructura rectangular original se sustituyó por otra en posición retirada.

## Edificios y estructuras

### Palas
El palas de Altenburg fue construido alrededor de 1900 sobre los sótanos (a día de hoy parcialmente conservados) de la que originalmente era la residencia de los señores del castillo. El arquitecto de este edificio diseñado al estilo neorrománico fue Gustav Haeberle, y su principal benefactor el fabricante de zapatos Heinrich Manz. De esa época, se ha conservado el interior de la gran sala, con su pintura mural de un torneo medieval en el lado oeste, realizada por Wilhelm Reutter. Uno de los jinetes de la pintura representa al entonces alcalde de Bamberg, Josef Valentin Herd.

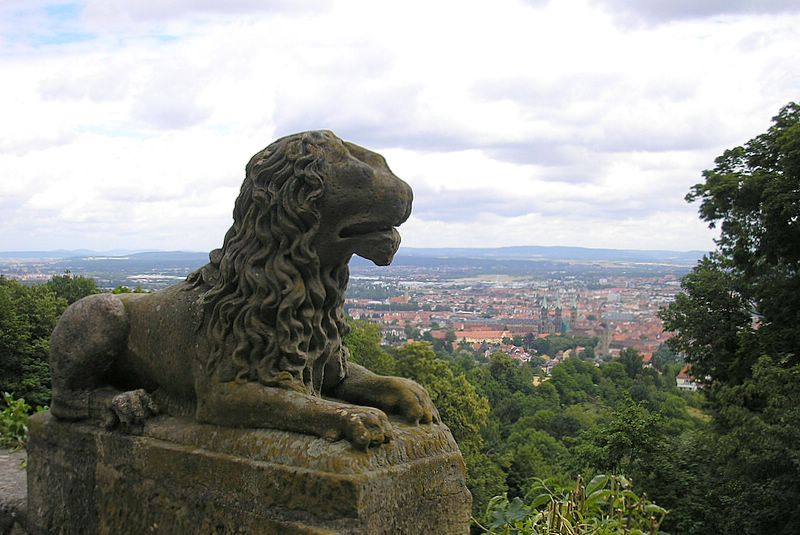
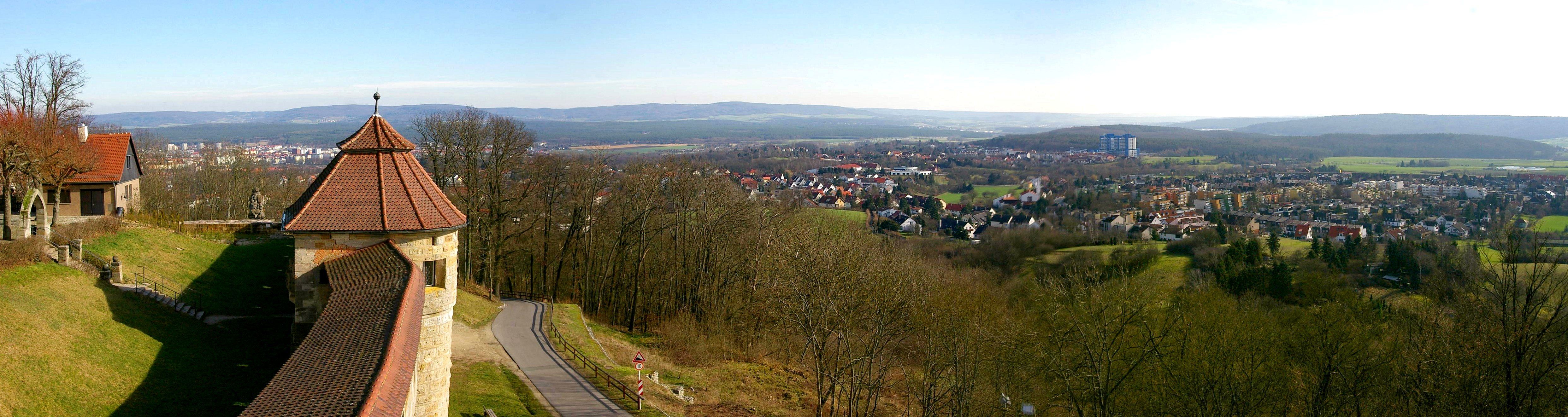
Vista de la Bamberg y alrededores desde la muralla de Altenburg
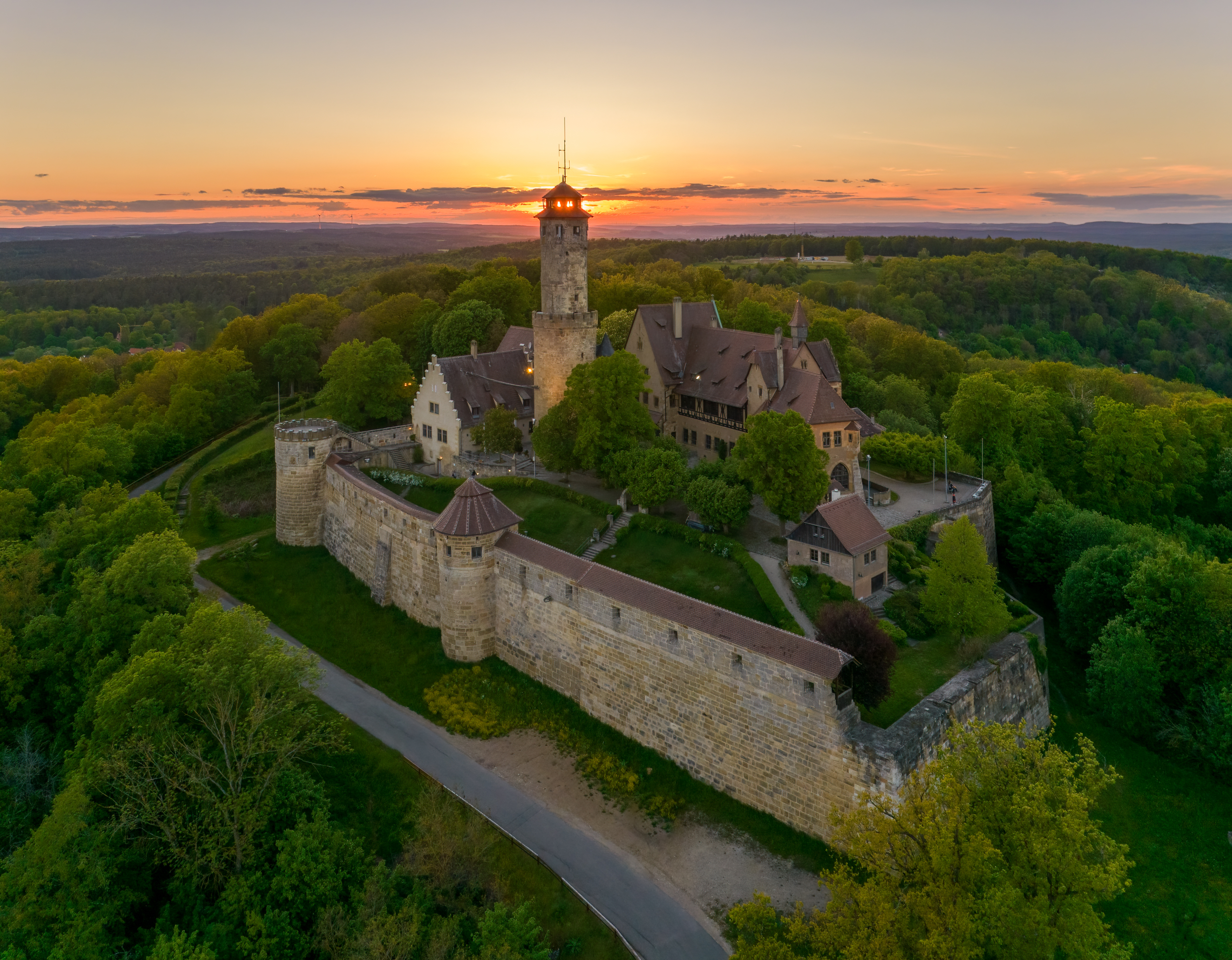
Altenburg al atardecer

### Capilla
La capilla original del castillo se construyó en 1124 por el obispo Otón en honor a Santa Walburga a y los apóstoles Felipe y Santiago el Menor, aunque se desconoce su ubicación exacta. Las capillas que la siguieron, construidas a lo largo de los siguientes cuatro siglos, fueron destruidas por el fuego provocado por las tropas de Alcibiades en 1553.
En 1755, el escultor Georg Adam Reuss realizó el grupo de la crucifixión en el centro de la capilla, aún presente a día de hoy y frente al que se siguen celebrando los servicios basados en la tradición de 1124 conforme el derecho canónico. En 1824, los hermanos von Grafenstein fundaron una nueva sociedad y fundación para los actos del 1 de mayo, fecha de significado simbólico en la vida religiosa del lugar.
La capilla que se conserva en la actualidad, con la entrada a través de la casa del guarda, se construyó en 1834 bajo dirección del arquitecto Bernhard Solger, discípulo de Carl Alexander Heideloff y Friedrich von Gärtner, quien llegaría a ser un influyente concejal de planificación urbana en Núremberg. La primera misa en la capilla se celebró el 1 de mayo del año siguiente, y un año después (en la misma fecha) se llevó a cabo la consagración de la capilla. La construcción de la sala abovedada al estilo gótico se realizó bajo la dirección de Friedrich Panzer, inspector de obras de la corte. El altar, cuyo tímpano había sido destinado originalmente a la entrada de la iglesia de Tiefenpölz (también en el distrito de Bamberg), fue realizado a base de un diseño de Heideloff. La sala está cubierta por una antigua bóveda, que en su día se extendió alrededor del coro hacia el sur, en cuya clave aparece el caballero del escudo de la ciudad de Bamberg.

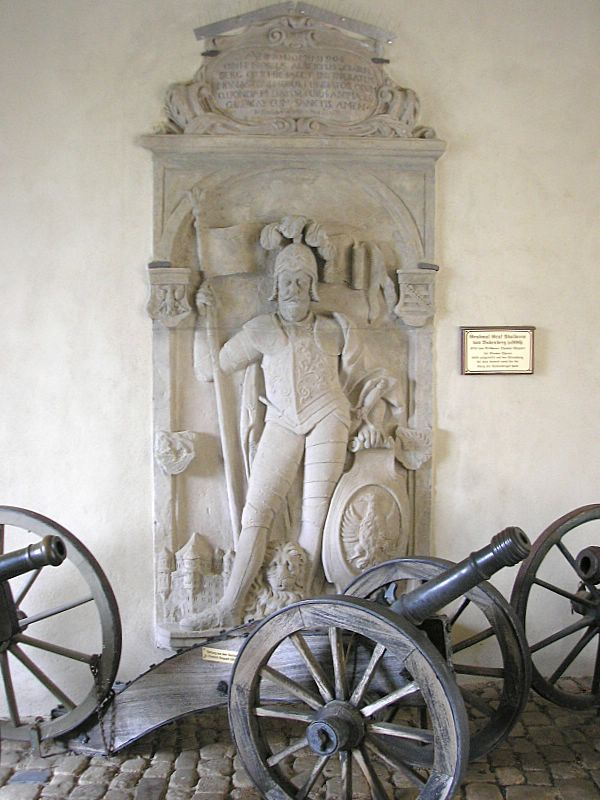
Adalberto de Babenberg («el Victorioso») a las puertas del castillo (escultura de 1724)

Dentro de la capilla se encuentran los monumentos funerarios de las iglesias de Bamberg, reunidos en este lugar durante la secularización de la región. Las vidrieras originales de la capilla, retiradas en la década de 1960, están actualmente en exhibición en el Museo Histórico de Bamberg. 

### Pozo
El pozo del castillo, de 30 metros de profundidad, contaba originalmente con un cobertizo cuadrado, el cual fue eliminado hacia 1880, año en que se construyó la estructura actual del pozo. Las piedras aprovechables de la cubierta demolida se utilizaron para la reconstrucción de la torre en la esquina noroeste de la muralla.

### Ermitas
EL castillo Altenburg cuenta con dos ermitas:
- La ermita E. T. A. Hoffmann (E.T.A.-Hoffmann-Klause), a nombre del anteriormente mencionado escritor y artista, quien durante los cinco años de largas estancias en el castillo, se dedicó a decorar sus paredes interiores con caricaturas de personajes de Bamberg.
- La ermita de Amalia (Amalien-Klause), a nombre de Amalia de Oldemburgo, primera reina de Grecia por su matrimonio con Otón I, que junto a su marido pasó la última etapa de su vida en el exilio, precisamente en Bamberg. La reina Amalia visitaba el castillo Altenburg en varias ocasiones.